# 佩克利诺农村居民点
佩克利诺农村居民点（俄语：Пеклинское сельское поселение）是俄罗斯联邦布良斯克州杜布罗夫卡区所属的一个农村居民点。其下辖有25个居民点，行政中心为佩克利诺。据2015年统计，该农村居民点的人口为1166人。